# Telince
Telince jsou obec na Slovensku v okrese Nitra. V roce 2009 měla obec 376 obyvatel, rozloha katastrálního území činí 6,84 km².

## Poloha
Obec se nachází v centrální části Bešianské pahorkatiny morfologické severní části Pohronské pahorkatiny, jižní části obce protéká Telinský potok. Nadmořská výška převážně odlesněného území se pohybuje v rozmezí 150 až 230 m n. m., střed obce je ve výšce 163 m. Území je tvořeno třetihorními jíly a písky s výskytem štěrků. Zemědělskou půdu tvoří černozem.
Obcí vede silnice I/51 z Nitry (25 km západně) do Levic (18 km východně).

## Historie
Archeologické nálezy dokládají osídlení území obce už v období neolitu. První písemná zmínka o obci pochází z roku 1297, kde je jmenována jako Teld, později Theeld. Jiné názvy: Teeld v roce 1312, Tyld 1322, Teldincze v roce 1773 a od roku 1948 Telince, maďarský název je Tild. Území Telnice vlastnilo od roku 1319 ostřihomské arcibiskupství, později trnavský seminář. Obec byla v roce 1312 vypleněná Matúšem Čákou a v roce 1618 Turky. V roce 1601 bylo v obci 45 domů, v roce 1715 bylo v obci 45 domů, mlýn a výsek masa. V roce 1828 žilo v 53 domech 358 obyvatel. Hlavní obživou bylo zemědělství. V letech 1938 až 1945 byla obec připojená k Maďarsku. Po druhé světové válce byla obec sloučena s obcí Čifáre, v roce 1990 se osamostatnila.

## Farnost
- Filiální kostel Narození Panny Marie a farnost patří pod římskokatolický farní úřad v obci Čifáre, farní kostel svatého Jana, děkanát Vráble, diecéze nitranská.[8]